# ADP-ribosylering

Een ADP-ribose zoals het uit het co-enzym nicotinamide-adenine-dinucleotide wordt gesplitst.

ADP-ribosylering is de koppeling van een ADP-ribose aan een eiwit. Het is een posttranslationele modificatie: een covalente wijziging van een nieuw gesynthetiseerd eiwit. ADP-ribosylering van eiwitten is van belang bij diverse cellulaire processen, waaronder celcommunicatie, genregulatie, sturing van apoptose en reparatie van beschadigd DNA. Defecten in het ADP-ribosyleringsproces is in verband gebracht met bepaalde vormen van kanker. Naast de cellulaire functies is ADP-ribosylering ook het achterliggende mechanisme van bacteriële toxische verbindingen.
De meeste enzymen die ADP-ribosylering uitvoeren halen ADP-ribose uit het co-enzym NAD+. In deze splitsingsreactie wordt de glycosidische binding tussen het ADP-ribose en de nicotinamide verbroken. Een nucleofiel aminozuur valt vervolgens de vrijgekomen ADP-ribose aan, zodat deze aan het enzym wordt gebonden. Nu kan het worden overgedragen aan het betreffende eiwit. ADP-ribosyltransferasen kunnen twee typen modificaties uitvoeren: mono-ADP-ribosylering and poly-ADP-ribosylering.